# Stabilitas loci
Il principio della stabilitas loci (permanenza in un luogo) è uno dei cardini del monachesimo occidentale introdotti dalla Regola di san Benedetto nel VI secolo.
Fino ad allora poteva capitare che i monasteri fossero tenuti ad accogliere presunti confratelli che erano soliti vagabondare da un luogo all'altro. Tale pratica era guardata con sospetto da san Benedetto, che nel primo capitolo della Regola parlò di "monaci girovaghi", ovvero viandanti che vivono andando da un monastero all'altro portando discredito alla professione monastica. Egli escluse questa forma di monachesimo da quella cenobitica (cioè sottoposta alla Regola), legando ciascun monaco al primo monastero dove entrava, trascorrendovi poi tutta la vita.
La regola prevedeva comunque dei casi nei quali si potevano accogliere monaci esterni come ospiti o incorporarli nella comunità su richiesta.